# Leuctra aptera
Leuctra aptera is een steenvlieg uit de familie naaldsteenvliegen (Leuctridae). De wetenschappelijke naam van de soort is voor het eerst geldig gepubliceerd in 1970 door Kacanski & Zwick.